# 파프리카 가루
파프리카가루(영어: paprika powder)는 단고추를 말려서 빻은 가루이다. 파프리카(paprika)로도 불린다. 주로 "피망"이나 "파프리카"로 불리는 맵지 않은 단고추로 만들지만, 카옌고추 등 매운 고추를 첨가해 만들기도 한다.

## 같이 보기
- 고춧가루